# Lin Hil
Kerolin Meri Hil (rođena 3. januara 1961) je američka penjačica na stene. Poznata je kao jedan od vodećih sportskih takmičarskih penjača u svetu tokom kasnih 1980-ih i ranih 1990-ih godina. Takođe je poznata po prvom slobodnom usponu na teško pristupačno stenovito usponište Nous na steni El Kapitan u dolini nacionalnog parka Josemiti, i ponovljenom uspehu kada je, za manje od 24 časa, uspela da savlada prepreku. Lin Hil se smatra za jednu od najboljih ženskih penjačica na svetu i jednu od najboljih penjačica svih vremena. Ona je jedna od prvih uspešnih žena u ovom sportu, postavljajući standard za ženske kategorije u takmičarskom penjanju. Godinama je bila potparol i promoter takmičarskog penjanja, zalažući se za popularnost ovog sporta i ravnopravnost polova u sportu. Lin je popularnost penjanja promovisala na mnoge načine, uključujući pojavljivanje u televizijskim emisijama i dokumentarnim filmovima. Godine 2002. objavila je autobiografiju „Climbing Free: My Life in the Vertical World”.
Lin je ranijem period bila gimnastičarka i zamalo je uspela da obori svetski rekord u dizanju tegova. Za penjanje se zainteresovala vrlo mlada, pokazujući sklonost ka penjačkim aktivnostima. Ubrzo je postala član penjačke zajednice Kampa 4 u Južnoj Kaliforniji. Tokom 1980-ih putovala je širom Sjedinjenim Američkih Država osvajajući sve teže uspone i postavljajući prve rekorde u ženskim kategorijama. U periodu od 1986. do 1992. godine Lin Hil je bila jedna od najuspešnijih svetskih sportskih penjača, osvojivši preko trideset međunarodnih titula, uključujući pet pobeda na Arco Rock Master-u. To se poklopilo sa erom kada su vodeće ženske penjačice sustigle vodeće muškarce. Hil je 1992. godine napustila takmičarsko penjanje i vratila se svojoj prvoj ljubavi: tradicionalnom penjanju. Postavila je sebi izazov slobodnog penjanja na usponu Nous na El Kapitanau, i ovaj podvig smatra kao svoje najuspešnije penjačko dostignuće. Lin je nastavila se penjanjem i nije prestajala da se bavi ovom aktivnošću. Od 2013. godine bila je zaštitno lice proizvođača sportske opreme Patagonija i posedovala je centar koji je nudio kurseve penjanja.

## Rane godine

### Detinjstvo
Hill je rođen u Detroitu u državi Mičigen, a odrasla je u Fulertonu, u Kaliforniji. Ona je peto od sedmoro dece; njena majka je bila dentalni higijeničar, a otac vazduhoplovni inženjer. Bila je aktivno dete koje se penjalo na sve, od drveća do ulične rasvete. Počevši od osme godine, trenirala je gimnastiku, ali joj se nije svideo način na koji devojke „moraju da se smeše i rade slatke male rutine na podu“. Stoga je, iako je bila deo uspešnog gimnastičkog tima YMCA koji se takmičio u Južnoj Kaliforniji i nastupala u poluvremenskim emisijama za Los Anđeles ejndžels of Anahajm, napustila tim u 12. godini. U svojoj autobiografiji Hil opisuje osećaj „otpornosti na pravila“, stav koji je identifikovala kao normalan za svoje godine i pod uticajem ere u kojoj je odrasla: „Moja svest o pitanjima poput ženskih prava i borbe za rasnu slobodu počela je da raste ". Čak je dovodila u pitanje zadatke dodeljene u njenoj porodici, napominjući razlike između dečaka i devojčica - dečaci su imali nedeljne zadatke, dok su devojčice imale svakodnevne zadatke. Tokom srednje škole Hil se ponovo vratila gimnastici i postala jedna od najboljih gimnastičarki u svojoj državi. Gimnastičarske veštine su na kraju doprinele njenom uspehu u penjanju. Konkretno, sposobnost da konceptualizuje niz složenih pokreta kao male, različite i da napreduje pod pritiskom dala je Lini značajnu prednost.

### Uvod u penjanje
Godine 1975, Linina sestra i verenik njene sestre, Ček Bludvort, poveli su je na prvo penjanje. Bila je zakačena za uže i od prvog dana je pokazala značajna umeća. Za Hil je ova aktivnost postala bekstvo od emocionalnih previranja usled razvoda roditelja, a „do kasnih tinejdžerskih godina se manje poistovećivala sa svojom nesavršenom porodicom u okrugu Orindž, nego sa„ nesavršenom porodicom prijatelja „u penjalištima“. Njeno prvo putovanje sa 16 godina odvelo ju je u Josemiti, centralno odredište za penjače, gde je u okviru Kmpa 4 upoznala ostale penjače. Tamo je upoznala Čarlija Rova, svog prvog dečka. Njihova ljubav je cvetala i sa njim se popela na svoj prvi 5,11 i prvi veliki zid u okviru doline Josemiti.
Kao mladi tinejdžer, Hil se penjala u Južnoj Kaliforniji, pre svega u Nacionalnom parku Džošua tri. Za jednodnevne izlete u parku, zarađivala je radeći u restoranu brze hrane Carl's Jr. Na početku, Bludvort ju je podučavao kulturi penjana, uplaćivao pretplatu za stručnu literaturu i čitao joj knjige. Na nju je naročito uticala etika Ivona Šujnera da „ne ostavlja trag“ na kamenu. Štaviše, penjanje Beverli Džonson zaokupilo je njenu maštu, posebno Džonsonov desetodnevni solo Diedar volu na El Kapitanu. Kao što Hil objasnila u svojoj autobiografiji, „Bila sam zadivljena, ali ne samo znanjem već i trudom uloženim u uspeh. Bila je potrebna hrabrost i samopouzdanje da se učini nešto na samom vrhu – da se popne na jedan od najvećih svetskih velikih zidova na jedan od najizazovnijih mogućih načina – solo. Uspela je i dala je ženama penjačima poput mene ogromno samopouzdanje da budemo svoje i da se ne osećamo ograničeno i manjinom u sportu kojim dominiraju muškarci.“
Hil je pohađala Fulerton Koledž krajem 1970-ih, ali nije imala veliko interesovanje za bilo koji akademski predmet. Umesto toga bila je usredsređena na penjanje. Leta 1976–78 i ranih 1980-ih Hil je često provodila kampovajući u Kampu 4 u dolini Josemiti, postajući deo penjačke zajednice koja je tamo bila usredsređena i pridružio se timu za traganje i spasavanje. U svojoj autobiografiji Hil opisuje zajednicu kao „rastrganu okupatorsku vojsku, dosadne čuvarima parkova izmičući taksama u kampovima, preterano zadržavajući dobrodošlicu i predstavljajući se kao Cigani“. Kako to Hil opisuje, penjanje krajem 1970-ih i početkom 1980-ih bilo je „nešto što su radili ljudi koji su bili izopćeni u društvu, ljudi koji nisu bili konformisti“. Kao i ranije, Hil je radila kako bi mogla da priušti penjanje. Jedno leto je, piše ona, preživela u Kampu 4 sa samo 75 dolara. U svojoj autobiografiji opisuje život penjača u kampu i njegove aktivnosti kao što je recikliranje limenki kako bi platili penjanje po užadima i izdržavajući se od začina i ostataka hrane od turista. Međutim, Hil se priseća „ovih prljavih dana ... [kao] među najboljim i najbezbrižnijim u mom životu, i premda su moji prijatelji često bili podli, osetila sam njihovo prijateljstvo“.
Beverli Džonson je ranije počela da premošćuje rodnu razliku u Kampu 4, u kom su snažno dominirali muškarci. Zajednica je bila posebno homosocijalna; njeni najveći istoričar nazivali u kamp „nervoznim“, a ne „ugnjetavajućim“, i tvrdili su da je na žene vršen pritisak da se ponašaju po muškim standardima i da su se „žene morale da se bore sa vojskom muškaraca koji su pokušavale da održe Kamp 4 kao mušku postojbinu“. Nije postojala koherentna ženska zajednica za penjanje; već su žene penjačice imale tendenciju da zauzimaju muške stavove svojih sunarodnika. U svojoj autobiografiji Hil piše da je penjanjem „tada režiralo bratstvo muškaraca i nije bilo puno podsticanja, ili iskreno, sklonosti žena da učestvuju. Ipak, žene penjači su bile tamo.“ Na primer, iz u dobi od 18 do 22 godine, Hil se penjala sa Mari Gingeri svakog vikenda, završavajući uspon Nous, a zatim i Šild, prvi uspon samo za žene na El Kapitanu.
Hil je u ovom periodu naučila suštinu svoje tehnike penjanja od grupe Stonemasters. Usvojila je stavove tradicionalnog penjanja, stila penjanja koji naglašava upotrebu uklonjive zaštite, a ne šrafova koji oštećuju stenu. Takođe je postala posvećena slobodnom penjanju, koje naglašava penjanje na celoj ruti bez vešanja na konopac ili oslanjanja na opremu za preskakanje teških deonica. Vrlo rano je postala neustrašiva penjačica, ali nakon „nekoliko iskustava koja prkose smrti na rutama sa dugim isticanjem“ naučila je da pazi na pad.
Hil se penjala i sa penjačem Džonom Longom, krajem 1970-ih godina. Njihova veza započela je u leto 1978. godine, kada ga je čula kako recituje pesmu koju je napisao o ženskoj penjačici i o tome kakvog muškarca ona želi. Hil i Long su se zajedno penjali i zajedno vežbali, dizali tegove i trčali. Na njegov predlog je pokušala da obori svetski rekord u potisku sa klupe u svojoj težinskoj klasi (48 kg); međutim, dok je tokom treninga lako mogla da podigne 68 kg, u takmičenju se ukočila. Hil i Long su zimu 1981. proveli u Las Vegasu u Nevadi, dane provodeći u penjaju a noći radeći u lokalnim mestima.
Sledeće godine Hil i Long su se preselili iz Las Vegasa u Santa Moniku u Kaliforniji gde je Lin pohađala koledž Santa Monika (SMC) i diplomirala biologiju. Nju je regrutovao trener staze iako nije imala takmičarsko iskustvo u trčanju. Nakon nekoliko meseci treninga, plasirala se na treće mesto na 1500 metara i na četvrto mesto na 3000 metara na državnom takmičenju, pomažući koledžu da osvoji državno prvenstvo. Da bi sastavila kraj s krajem, radila je u prodavnici, zatim kao učiteljica teretane, a povremeno je nastupala u smelim televizijskim emisijama.
Magazin Ultrasport je 1983. godine napravio veliku reportažu sa Lin. Ponudili su joj besplatan let za Njujork, i kao deo putovanja odveli je greben Šavenganks, obližnje penjalište. Zahvaljujući ovoj poseti, Lin je razvila strast prema okruženju i dobila je podsticaj za nove izazove, te je odlučila da se preseli u gradu Nju Paltz, u američkoj saveznoj državi Njujork. Negde u isto vreme, Long se priprema za put na Borneo i započeo je svoju književnu karijeru. Par se rastao i svako je krenuo svojim putem, ali su ostali dugogodišnji prijatelji. Nakon selidbe u Njujork, Hil je pohađala Državni univerzitet Njujorka u Nju Paltzu i 1985. diplomirala biologiju.

## Mediji
Lin Hil je učestvovala u raznim televizijskim produkcijama, poput rijalitija „Survival of the Fittest“, koji je osvojila četiri sezone zaredom, od 1980. do 1984. godine; pobedivši olimpijske sportiste u penjanju po užetu i kros-kontri trčanju. Legendarna penjačica Beverli Džonson među prvima je predložila Lini da se takmiči. U prvoj godini takmičenja, prva nagrada za muškarce iznosila je 15.000 američkih dolara, dok je za žene ona bila samo 5.000. Ovo je razbesnelo Hil koja je zatražila paritet, tvrdeći da, pošto su se žene takmičile u četiri, a muškarci šest etapa, ženama treba dodeliti najmanje 10.000 dolara. Ostalim takmičarkama je predlagala bojkot, pregovarajući sa producentima bolje uslove za žene. Producenti su obećavali bolje i ravnopravnije nagrade od sledeće sezone. U svojoj autobiografiji Hil je napisala kako je čila glasine da je NBC otkazao ženski deo takmičenja jer producenti nisu uspeli da pronađu dovoljno jakog protivnika za nju, koji bi je pobedio. Postala je sve svesnija koliko je malo žena pomerilo granice u sportskom takmičarskom penjanju i izdržljivosti, i kako je svojim aktivnostima ušla u „muški svet“. Tokom ranih 1980-ih Hil je takođe učestvovala u projektima „The Guinness Game“, „That's Incredible!“, i „Ripley's Believe it or Not“. Svoje penjanje na 6.000 stopa za emisiju That's Incredible!, Lin je smatrala kao jednu od najsmešnijih stvari koje je ikada uradila. Uprkos ranijim televizijskim nastupima, Hil svoju slavu pripisuje reklamnim plakatima za kompaniju Patagonaia iz 1982. godine koji prikazuju njene penjačke sposobnosti.
Godine 1999, Hil se pojavljuje u filmu Extrim, Ajmaksovom ostvarenju o avanturističkim sportovima. Za potrebe ovog filma, ona i Nensi Fejgin snimili su svoje penjačke poduhvate na pukotinu u dolini Indijan Krik (Indian Creek) u Juti. Lina je takođe pojavila u Vertical Frontier, dokumentarnom filmu o takmičarskom penjanju u kalifornijskoj dolini Josemiti.
Godine 2002. Lin Hil je u saradnju sa planinarom i piscem Gregom Čajldom, napisala svoju autobiografiju pod nazivom „Climbing Free: My Life in the Vertical World“, koju je objavila njujorška izdavačka kuća W. W. Norton & Company. O svom radu za Gregom, Lin je izjavila: „Uzimao bi moje tekstove i organizovao bi ih, podsticajući me da razradim određene elemente. Naglasio je važnost da se priča ispriča, što mi je pomoglo u razmišljanju o onome što želim da kažem i da zamislim ko je moja publika.“ Ona je u jednom od intervjua kazala da je pisanje o događajima iz prošlosti bilo lako jer je imala vremena da razmišlja o njima. Želela je da „prenese istoriju i kulturu slobodnog penjanja“. Konkretno kako je postalo tako specijalizovano kao danas. Smatrala je da joj se nudi jedinstvena prilika kao nekome ko je u određenim momentima ostavio traga u istoriji ovog sporta i kao ženi uopšte. „Pitam se da li bi muškarci pisali informacije drugačije od mene. Mislim da je knjiga važna i sa tog stajališta, jer sam žena, i nema mnogo ženskih stavova o penjaju ili istoriji penjanja.“ Tokom 1970-ih, 1980-ih i 1990-ih u pisanju o penjaju su dominirali muškarci. Kako objašnjava američka penjačica i spisateljica Rejčel de Silva, šest glavnih američkih časopisa o penjanju objavilo je manje od 12 članaka žena ili o njima tokom 1980-ih, uprkos tome što žene čine 40% penjača. Tek 1990. godine pojavile su se prve knjige o penjanju usmerene na žene..

## Lični život
Na svom prvom putovanju u Njujork, Lis je upoznala Rasa Rafa koji je do 1984. godine postao njen „stalni pratilac“. Dana 22. oktobra 1988. godine par je krunisao svoju vezu venčanjem. Međutim, ovaj brak nije dugo potrajao i oni su se razišli u martu 1991. godine. Kao neke od razloga za razvod, par je navodio Lininu želju da se ostvari kao majka i česta razdvojenost među njima. Nedugo posle razvoda, Lin se preselila u Grambiji u Francuskoj, gde je nastavila svoju penjačku karijeru. Tamo se nastanila zbog mnogobrojnih svetski poznatih penjačkih uzvišenja i regionu Luberon i mnogobrojnih prijatelja koje je tamo imala. Za vreme boravka u Evropi, Lin je tečno savladala francuski i italijanski jezik.
Godine 2004, na svom penjačkom putovanju u američkom gradu Moab, u saveznoj državi Juta, Lin je upoznala kuvara Breda Linča. Par je ubrzo dobio dete i Lin se u 42. godini života ostvarila kao majka. O svojim majčinskim iskustvima, Lin je često govorila ističući kako joj je dete smanjilo vreme koje je imala za penjanje, ali ne i ljubav prema njemu. U jednom od intervjua izjavila je: „Tako se osećam sada i to ne mora da bude zauvek i moje trajno iskustvo. Bila sam spremna da započnem svoju novu ulogu; da se suočim sa novim izazovom i avanturama u ulozi majke. To iskustvo je dobro u učenju prilagođavanju i žrtvovanju koje treba da učinim.“
Godine 2015, Lin Hil je primljena u Kuću slavnih sportista u američkom gradu Bolder, u saveznoj državi Kolorado.

## Takmičenja
Spisak je napravljen prema podacima iz kolekcije Beyond the Face.
| Godina | Takmičenje                         | Mesto                                | Medalja          |
| ------ | ---------------------------------- | ------------------------------------ | ---------------- |
| 1986   | Sportroccia                        | Arko, Bardonekija; Italija           | srebrna medalja  |
| 1986   | Grand Prix de France d'escalade    | Trubat; Francuska                    | zlatna medalja   |
| 1987   | Rock Master Festival               | Arko; Italija                        | zlatna medalja   |
| 1987   | World Indoor Rock Climbing Premier | Grenobl; Francuska                   | zlatna medalja   |
| 1988   | Masters                            | Pariz; Francuska                     | zlatna medalja   |
| 1988   | Rock Master Festival               | Arko; Italija                        | zlatna medalja   |
| 1988   | International Climbing Competition | Marselj; Francuska                   | zlatna medalja   |
| 1989   | Rock Master Festival               | Arko; Italija                        | zlatna medalja   |
| 1989   | Masters                            | Pariz; Francuska                     | zlatna medalja   |
| 1989   | German Free Climbing Championship  | Nemačka                              | zlatna medalja   |
| 1989   | Coupe du monde                     | Snovbird; Sjedinjene Američke Države | srebrna medalja  |
| 1989   | Coupe du monde                     | Lion; Francuska                      | zlatna medalja   |
| 1990   | Rock Master Festival               | Arko; Italija                        | zlatna medalja   |
| 1990   | Coupe du monde                     | Beč; Austrija                        | srebrna medalja  |
| 1990   | Coupe du monde                     | Madona di Campiglio; Italija         | bronzana medalja |
| 1990   | Coupe du monde                     | Berkli; Sjedinjene Američke Države   | srebrna medalja  |
| 1990   | Coupe du monde                     | Lion; Francuska                      | zlatna medalja   |
| 1990   | Coupe du monde                     | Barselona; Španija                   | zlatna medalja   |
| 1990   | Coupe du monde                     | Classement général                   | zlatna medalja   |
| 1991   | Coupe du monde                     | Beč; Austrija                        | srebrna medalja  |
| 1992   | Rock Master Festival               | Arko; Italija                        | zlatna medalja   |
| 1992   | Coupe du monde                     | Cirih; Švajcarska                    | bronzana medalja |
| 1992   | Coupe du monde                     | Kobe; Japan                          | srebrna medalja  |
| 1992   | Coupe du monde                     | Nirnberg; Nemačka                    | srebrna medalja  |
| 1992   | Coupe du monde                     | Birmingem; Velika Britanija          | zlatna medalja   |
| 1992   | Coupe du monde                     | Opšta podela                         | bronzana medalja |

## Nagrade
- 1984 – Američki alpski klub — Nagrada Anderhil[18]

### Citiran tekst
- Hill, Lynn; Child, Greg (2002). Climbing Free: My Life in the Vertical World. New York: W. W. Norton & Co. ISBN 978-0-393-04981-7.
- Taylor III, Joseph E. (2010). Pilgrims of the Vertical: Yosemite Rock Climbers and Nature at Risk. Cambridge, MA: Harvard University Press. ISBN 978-0-674-05287-1.

## Spoljašnje veze
- Climbandmore.com Архивирано на веб-сајту  (9. јул 2019) – Lynn Hill complete climbing profile
- Lynn Hill climbs Midnight Lightning
- Excerpts from a documentary about Lynn Hill climbing the Nose from the Autry National Center
- Video showing Hill climbing West Face, Leaning Tower
- Interview Lynn Hill and the Nose, El Capitan, Yosemite Архивирано на веб-сајту  (4. март 2016)
- Lynn Hill on theCrag (Profile with notable ascents)